# Renšpergárové z Renšperka
Renšpergárové z Renšperka a Držkovic byli rytířský rod míšeňského původu (severně od Freibergu), jehož členové se později usadili i ve Slezsku a Dolní Lužici a do Čech přišli za vlády Ferdinanda I. (vládl 1526–1564).

## Jméno
V historických pramenech a literatuře se jméno objevuje v různých variantách: Renšpergerové,  Reinšpergerové, Renšperkové z Renšperka (Renšperku, Reinšperka) a z Držkovic (Drškovic, Dzierżkowic). V německojazyčných dílech se objevují tvary: von Reinsberg, Rheinsberg, Reinsperg, Regensberg, Regensperg; Rensperger von Rensperg und Dürschwitz, Dirskewitz.

## Počátky rodu
První písemná zmínka se nachází v listině vydané 24. dubna 1197, ve kterém se uvádí Reynhard de Regensberg, přičemž Reinsberg u Freibergu je kmenové sídlo rodu. Od roku 1343 patřil rodu Heinrichsdorf. Později získali také Bloischdorf (Błobošojce) u  Sprembergu (Grodku). Členové rodu jsou několikrát doloženi v pruské armádě. V roce 1404 prodali svůj hrad Reinsberg rodu Schönbergů.

## Ve Slezsku
Ve Slezsku se rod vyskytoval zejména v Lehnickém knížectví, kde jsou Držkovice (Dzierżkowice / Dürschwitz / Dirskewitz) považovány za kmenové sídlo. Rodová linie tam začala v roce 1418 Melchiorem z Renšperka v Žarově (Żary / Sorau). V roce 1452 byl Hanuš z Renšperka zmíněn na Držkovicích, žil tam ještě v roce 1469. V listinách jsou k roku 1455 zmíněni bratři Václav, Konrád a Hanuš z Renšperka na Lehnickém Týnci (Tyniec Legnicki / Groß-Tinz), Hanuš z Renšperka k roku 1506 na Držkovicích a 1510 na Strzałkowicích (Schützendorf). Na konci 16. století se rod objevil také v Břežském knížectví, kde se psali podle vesnice  Przecza (Arnsdorf). K roku 1586 je v listině zmíněn Kryštof z Renšperka na Przeczi (Arnsdorfu), k roku 1591 Leonard z Renšperka na Przeczi (Arnsdorfu) a Wonnwitzu a na Mnikówě (Münchhof) v Minsterberském knížectví. Byl ženatý s Evou Warkotschovou z rodu Siblitz. 
Během 17. století se rod vytratil ze Slezska, ale jeho příslušníci nadále žili v Sasku. 

## V Čechách

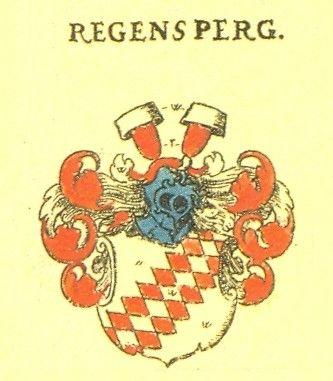
Erb rodu (zrcadlově převrácený) z Erbovníku Johanna Siebmachera z roku 1605

Do Čech Renšpergárové přišli a inkolát získali podobně jako Gryspekové z Gryspachu za vlády Ferdinanda I. Habsburského. Hanuš z Renšperka koupil v roce 1550 Uhříněves a Křeslice. Oboje o tři roky dříve zkonfiskoval král Ferdinand I. Dále koupil v roce 1552 Svošovice, v roce 1555 Kunice a v roce 1562 Malé Měcholupy. Byl radou české komory a v roce 1566 bojoval s Turky. Zemřel v roce 1570. Zanechal po sobě syny Ferdinanda, Vespasiána a Josue. Jeho dcerou snad byla Marta z Renšperka († asi 1586), která se provdala za Viléma Ostrovce z Kralovic († 1590–1595). V 16. století také vystupuje Rebeka z Renšperka, manželka Jetřicha Vřesovce z Vřesovic na Chlumíně a Vchynicích († 1599).
Ferdinand († 1614) zdědil Uhříněves, kterou v roce 1579 prodal Jaroslavu I. Smiřickému ze Smiřic, pak vlastnil v letech 1579–1587 Chyše, od nichž odprodal v roce 1580 Kryry. V roce 1572 koupil od Borňů ze Lhoty statek Nezabylice na Chomutovsku, avšak už v roce 1578 ho prodal Bohuslavu Felixovi Hasištejnskému z Lobkowicz. Po dobu devíti měsíců počínaje srpnem 1572 se Ferdinand účastnil prvního poselstva českých pánů a rytířů do Polska, které vedl nejvyšší kancléř Vratislav II. z Pernštejna (1530–1582) a nejvyšší purkrabí Vilém z Rožmberka (1535–1592). Byli tam vysláni v otázce zájmu habsburského domu o polský trůn, který se uvolnil smrtí posledního krále z dynastie Jagellonců Zikmunda II. Augusta. V roce 1587 získal Nouzov a Petrovice s tvrzí a dvorem, ale o dva roky později je prodal Havlovi Hrobčickému z Hrobčic a na Kolešovicích. Potom držel Krašov, který roku 1596 prodal. Od Mariany, vdovy po Žibřidu Portnarovi z Kugelhofu, koupil v roce 1596 tvrz   Nezabudice s příslušenstvím. V roce 1608 ji postoupil císaři Rudolfovi II. V roce 1596 koupil od Chotků z Kockova Skřivaň. V letech 1596–1608 přestavěl tamější zchátralou tvrz na renesanční zámek. Opravil také  kostel sv. Štěpána a vybavil ho oltářem s vyřezávanými obrazy. Do kostela také nechal v roce 1607 ulít zvon. Oženil se s Markétou z Fictum. Narodili se jim tři dcery a synové Jan, Adam, Vespasián a Jan Ferdinand. Poručnicí nezletilých dětí a správkyní statků byla po Ferdinandově smrti jeho manželka.
K roku 1616 se uvádí jakási Kateřina Rozina z Renšperka, manželka Adama Šlovského ze Šlovic, která převzala renesanční zámek Olešná.
Nejstarší Ferdinandův syn Jan zemřel před rokem 1618. Na začátku druhého českého stavovského protihabsburského povstání v roce 1618 se vdova Renšpergárová postavila na stavovskou stranu a poskytla jezdce a dva pěší. Po porážce povstání byli Renšpergárové obžalováni. Nejhůře dopadl tehdy nejstarší syn Vespasián, kterému byla zkonfiskována třetina majetku. Vlastnil Kožlany, dvůr v Čisté a Strojetice. Vespasián zemřel před rokem 1638 a zanechal po sobě syna Jana Jaroslava a statek Březnici a Strojetice, který nemohl být udržen, a proto byl prodán. Další Ferdinandův syn Adam se držel katolické strany a odešel sloužit do císařské armády.
Statek Skřivaň zdědil Ferdinandův nejmladší syn Jan Ferdinand († 1660). Přestože se rodina zúčastnila druhého českého stavovského protihabsburského povstání, majetek mu nebyl zkonfiskován. Spolu s ním hospodařila jeho matka. Po dlouhou dobu v letech 1628–1660 zastával úřad hejtmana rakovnického kraje. Oženil se s Helenou Wahrlichovou (Varlichovou, Varlejchovou) z Bubna († 1670), dcerou Jindřicha Markvarta Wahrlicha z Bubna a  Heleny Alžběty z Modlíškovic. V roce 1652 koupili Jan Ferdinand Renšperk a jeho manželka Alena Ludmila z Bubna (Helena Wahrlichová z Bubna) Všetaty s tvrzí, které byly vypáleny za třicetileté války, a připojili je ke Skřivani. Janu Ferdinandovi se narodili dva synové: Jan Karel a Petr Pavel, kteří si po smrti rodičů majetek rozdělili.
Jan Karel († 1708) zdědil Skřivaň a začal podnikat. Otevřel si důl na těžbu síry a kamence a začal vyrábět kyselinu sírovou. Protože se mu však nedařilo, prodal v roce 1690 Skřivaň Františku Öfferalovi z Tully, Rodina pak držela spíše jen maličké statky, mezi nimi v letech 1690 až 1693 Slavětín. Jeho syn Jan Ferdinand zastával stejně jako jeho stejnojmenný děd úřad rakovnického hejtmana (1700–1709). Zemřel před rokem 1714, zůstala po něm vdova Lidmila Salomena z Běšin.
Petr Pavel zdědil Všetaty se zámkem. V letech 1717–1721 držel stateček Nouzov a později Čelyni. Všetaty byly prodány v roce 1722 pro dluhy. Po smrti synovce Jana Ferdinanda se staral o jeho nezletilé děti a vdovu.
V 18. století ještě žili Michal († 1742) a Václav a později František Antonín (1720), který držel Všetaty. Jeho syn František Arnošt Karel měl jen dceru. Dále se připomíná v roce 1723 František Antonín (na Moravě), v roce 1733 František Václav, v roce 1750 Felix Josef, v roce 1786 František Antonín se synem Františkem Antonínem. Helena Renšpergárová, vdova po majorovi, zemřela v roce 1823 v Praze.

### Rodokmen české větve
Česká větev od příchodu Hanuše do Čech:
- A1. Hanuš († 1570)
  - B1. Ferdinand († 1614)[6] ∞ Markéta z Fictum
    - C1. Jan († před 1618)
    - C2. Adam († před 1638)
      - D1. Jan Jaroslav

    - C3. Vespasián
    - C4. Jan Ferdinand († 1660) ∞ Helena Wahrlichová (Alena Ludmila)[13] z Bubna († 1670)
      - D1. Jan Karel († 1708)
        - E1. Jan Ferdinand[3] († před 1714)[2] ∞ Lidmila Salomena z Běšin[2][3]

      - D2. Petr Pavel (žil ještě 1721)

    - C5. dcera
    - C6. dcera
    - C7. dcera

## Erb
Modrý štít a přes něj pokosem dvě řady zlatých rout po třech kusech, nad helmou dvě červená pera, na nichž jsou položeny dva modré štítky se zlatou obrubou.

## Hmotné a umělecké prameny

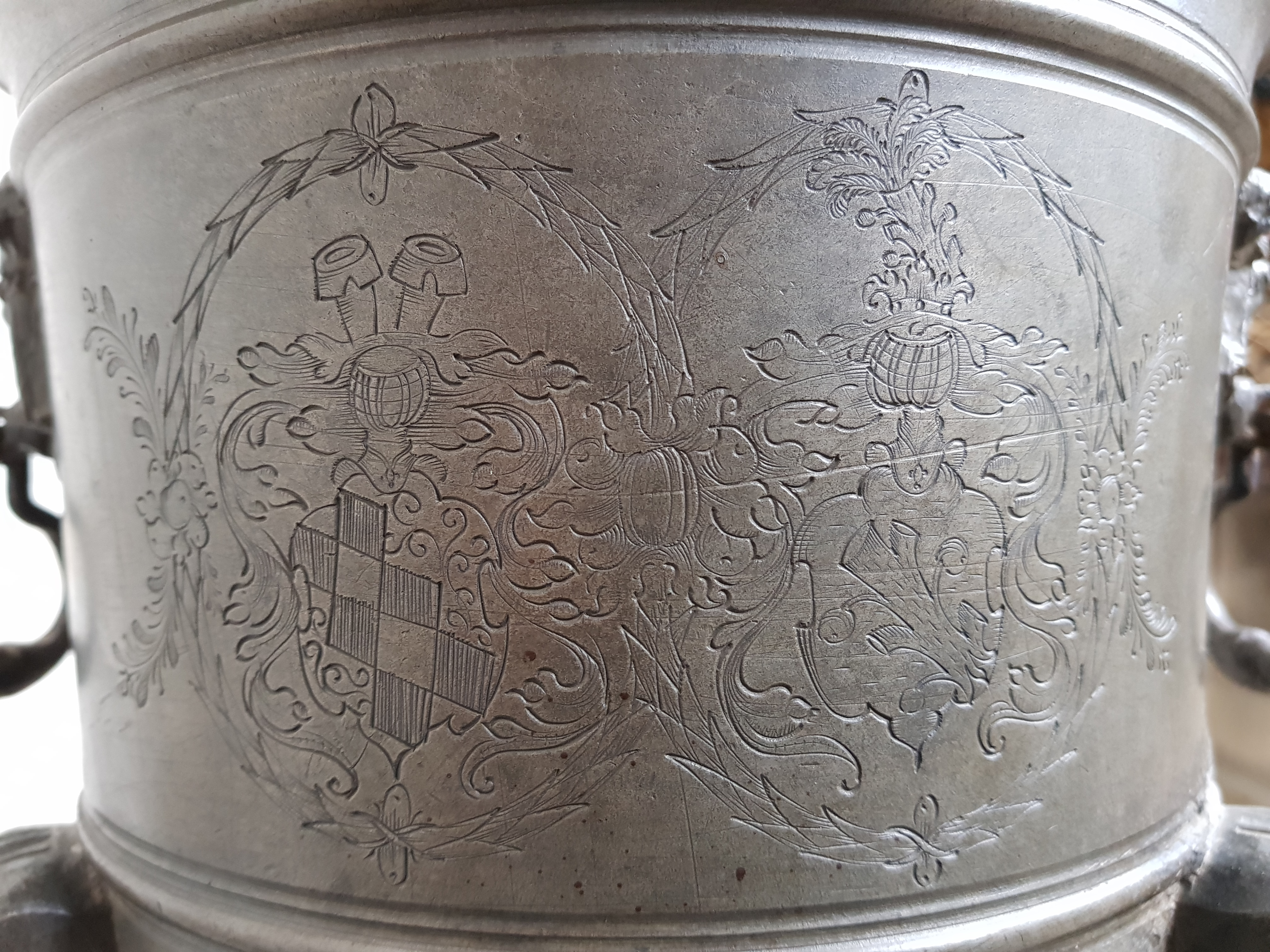
Alianční znak Renšpergárů a Fictumů na přední straně křtitelnice

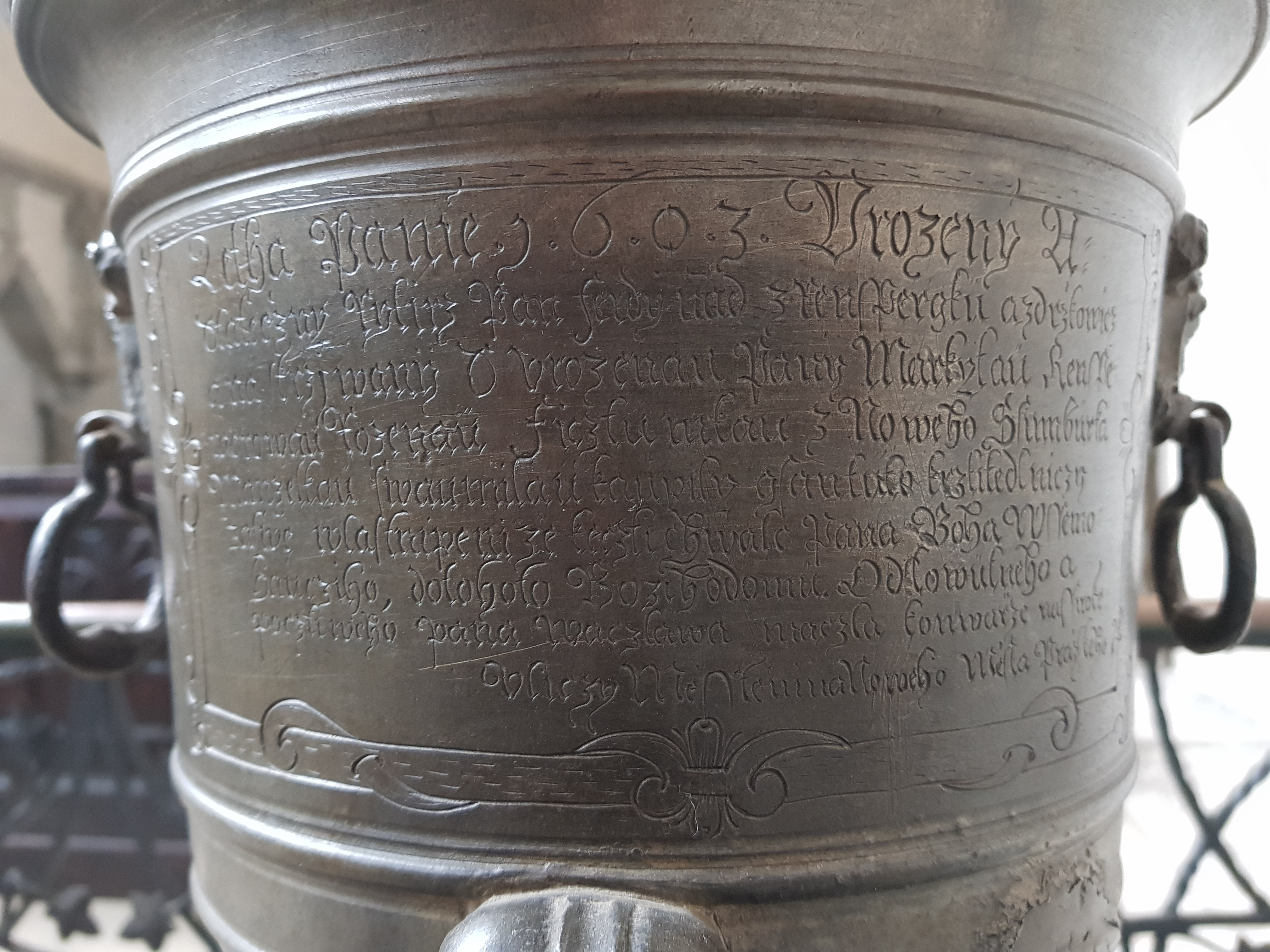
Text na zadní straně křtitelnice

- Křtitelnice z roku 1603 byla původně ulita pro kostel sv. Štěpána ve Skřivani, od poloviny 18. století se nachází v hradní kapli Korunování Panny Marie na Křivoklátě. Na křtitelnici jsou zepředu erby Renšpergárů a Fictumů, zezadu je nápis: Letha Panie 1603 Urozeny A Stateczny Rytirz Pan Ferdynand z Renspergku a z Držkowicz a na Skrzjwanij S Urozenau Panij Markytau Renspergerowau Rozenau Ficztumkau z Noweho Ssumburka Manželkau swau milau kaupily gsau tutu krztitedlniczy za swe wlastni penize, ke czti i chwale Pana Boha Wssemohaucziho do tohoto Božiho domu. Od Slowutneho a pocztiwego pana Waczlawa maczla konwarze na Ssiroke uliczy Messtenina Noweho Mesta Pražskeho.[15][pozn. 2] Text v přepisu zní: Léta Páně 1603 urozený a statečný rytíř Pan Ferdinand z Rensperku a z Držkovic a na Skřivani s urozenou Paní Markytou Renšpergerovou, rozenou Fictumkou z Nového Šumburka, manželkou svou milou, koupili jsou tuto křtitedlnici za své vlastní peníze ke cti i chvále Pána Boha všemohoucího do tohoto Božího domu. Od slovutného a poctivého pana Václava Macla, konváře na Široké ulici, měštěnína Nového Města Pražského.
- Zvon pro kostel sv. Štěpána ve Skřivani nechal na Novém Městě pražském v roce 1607 ulít Ferdinand Renšpergár. Na plášti zvonu je erb donátorů a nápis: Urozeny a Stateczny Rytierz Pan Ferdinand Rensperger z Rensperku a z Drzkowicz na Skrziwani spolu s Urozenau Pani Markytau Renspergarowau rozenau Ficztumkau z noweho Ssumberku Manzelkau swau, ke czti a k chwale pana Boha wssemohaucziho dali tento Zwon Slyti na Nowem Miestie na Ssiroke ulyczy w domie u Zwonarzu / Letta 1607 / V . D . M . I . Æ.[16] Text v přepisu zní: Urozený a statečný rytíř Pan Ferdinand Rensperger z Rensperku a z Držkovic na Skřivani spolu s urozenou Paní Markytou Renspergarovou rozenou Fictumkou z Nového Šumberku, manželkou svou, ke cti a k chvále pana Boha všemohoucího dali tento zvon slíti na Novém Městě na Široké ulici v domě u Zvonařů / Léta 1607 / V . D . M . I . Æ.
- Portréty Jana Ferdinanda a jeho manželky Heleny Wahrlichové z Bubna v životní velikosti, původně v kostele ve Skřivani, po restaurování na hradě Křivoklát[3]